# خوان پرینتی
خوان پرینتی (انگلیسی: Juan Perinetti; تاریخ ورودی نامعتبر است – ۳۱ ژوئیهٔ ۱۹۵۷) بازیکن فوتبال اهل آرژانتین بود.
از باشگاه‌هایی که در آن بازی کرده‌است می‌توان به باشگاه فوتبال راسینگ کلوب آویاندا اشاره کرد.
وی همچنین در تیم ملی فوتبال آرژانتین بازی کرده‌است.